# I detective selvaggi
Sicuramente sarei già morto. Sarei morto in Messico a trenta,trentadue anni, sparato per strada, e sarebbe stata una morte simpatica e una vita simpatica.»
(Roberto Bolaño)
I detective selvaggi è un romanzo dello scrittore cileno Roberto Bolaño. I protagonisti sono due giovani poeti d'avanguardia a Città del Messico nella seconda metà degli anni settanta, ambientazione strettamente ispirata dall'esperienza dell'autore stesso che si trovò a vivere in Messico con la famiglia dal 1968 a fino a poco tempo prima del brutale golpe cileno del 1973, per poi tornarvi per un breve periodo prima del suo definitivo trasferimento in Europa.
Pubblicato per la prima volta in Spagna nel 1998, il romanzo si è aggiudicato il premio Herralde nel 1998 e il premio internazionale Rómulo Gallegos nel 1999.

## Trama
Il romanzo narra della nascita, nella Città del Messico degli anni settanta, di un'avanguardia poetica nota con il nome di “realismo viscerale”, o "realvisceralismo", e della ricerca da parte dei due fondatori, Ulises Lima e Arturo Belano, della misteriosa ed elusiva poetessa Cesárea Tinajero, considerata l'antesignana di tale movimento.

### Parte I. Messicani perduti in Messico (1975)
La prima parte è una sorta di lungo prologo narrato sotto forma di diario dal giovane poeta Juan García Madero, dotto diciassettenne iscritto alla facoltà di Giurisprudenza di Città del Messico, che si ritrova coinvolto nella nascita del movimento poetico realvisceralista. Attraverso le parole e i pensieri di García Madero, il lettore ha modo di conoscere il pittoresco gruppo dei realvisceralisti, i posti che frequentano, le antipatie o simpatie nei confronti degli altri movimenti poetici messicani e le loro stesse vicende personali.
La narrazione ha inizio il 2 novembre e termina il 31 dicembre 1975.
Il diciassettenne Juan García Madero frequenta il suo primo semestre alla facoltà di Giurisprudenza dell'università di Città del Messico. Appassionato di poesia, si iscrive anche al seminario di letteratura del borioso Julio César Álamo, il quale oltre a conoscere a malapena la metrica spagnola si dimostra sprezzante nei confronti del giovane.
Una sera alla riunione si presentano due poeti che si definiscono “realvisceralisti”, il messicano Ulises Lima e il cileno Arturo Belano, che si scontrano con il presuntuoso Álamo. Juan prende la parte dei due e se ne va insieme con loro; più tardi in un locale chiamato Encrucijada Veracruzana, i due gli chiedono di entrare a far parte del loro movimento poetico, ma nei giorni successivi, malgrado García Madero continui a tornare nel bar, attratto anche dalle cameriere, non riesce a mettersi in contatto con loro. Un giorno però rincontra Lima e Belano nei bagni del locale. Da questo momento viene accettato da tutti gli adepti come un realvisceralista anche se pochi hanno già ascoltato le sue poesie; in particolare viene introdotto a casa delle sorelle Font, dedite al culto della giovane poetessa Laura Damián morta prima dei vent'anni, molto amica di Ulises Lima.
Angélica Font frequenta un altro realvisceralista di nome Pancho Rodríguez; dopo una selvaggia notte nell'enorme casa dei signori Font, durante la quale fa l'amore per la prima volta con María, García Madero se ne va con Pancho e scopre che il fratello minore di questi, Moctezuma Rodríguez, e un altro poeta vicino di casa che si fa chiamare Piel Divina, si vantano di essere andati a letto con María.
Nel movimento realvisceralista incominciano i primi problemi: Belano espelle una serie di poeti, tra i quali però non c'è García Madero, che tornato a frequentare l'Encrucijada Veracruzana comincia una relazione con la cameriera Rosario. Con l'irresolutezza e l'esuberanza tipiche della sua età, non sa decidere quale donna ami di più, se María o Rosario, Angélica o la poetessa Catalina O'Hara. Una sera incontra per strada Quim Font, il padre pazzo delle sorelle, che lo prega di aiutarlo a nascondere la prostituta Lupe dalla vendetta di Alberto, il suo uomo e protettore, il quale la cerca perché la ragazza ha deciso di smettere con la vita sulla strada.
García Madero va a vivere con Rosario, ma un giorno incontra Pancho Rodríguez e sente nostalgia di María. Si recano entrambi a casa Font e la trovano praticamente assediata: Lupe si è infatti rifugiata qui perché il suo protettore Alberto ha scoperto dove si nascondeva. Adesso lui fa la posta in strada insieme con un altro energumeno, i Font chiamano la polizia ma sembra che gli agenti siano collusi con l'uomo: è risaputo che in tutto il Distrito Federal sono i poliziotti a gestire il traffico della prostituzione.
García Madero trascorre il Capodanno del 1975 nella casa assediata , insieme con vari ospiti tra cui i genitori di Laura Damián, la poetessa morta, finché Arturo Belano e Ulises Lima si presentano alla porta. Si organizza una specie di evasione per portare fuori Lupe: Quim Font mette a disposizione la sua Chevrolet Impala, ma quando il cancello del cortile si apre si verifica una colluttazione con Alberto e i suoi gorilla. García Madero, che ha messo al tappeto Alberto, si infila nell'Impala e lascia anche lui la città.

### Parte II. I detective selvaggi (1976-1996)
In questa seconda parte del romanzo, la più lunga dell'opera, si alternano caleidoscopicamente i punti di vista di ben 54 personaggi diversi, alcuni già incontrati nella prima parte, mediante i quali si racconta della storia di Ulises Lima e, soprattutto, di Arturo Belano, gli unici due (se si esclude Cesárea Tinajero) che non parlano mai in prima persona. Attraverso 84 frammenti di narrazione, simili a interviste o flussi di coscienza, cronologicamente non lineari, il lettore è in grado di ricostruire mano a mano il loro passato, recente e remoto alla narrazione, così come il loro futuro, dal momento che molte delle disparate voci di questa particolare e polifonica narrazione sono in qualche modo legate al gruppo dei realvisceralisti. Le varie testimonianze tracciano così una serie più o meno scollegata di eventi che hanno visti i due protagonisti dopo la loro fuga dal Messico. I brani sono datati a partire dal gennaio 1976, dunque poco dopo il termine della prima parte, e fino al dicembre 1996, ambientati perlopiù in 17 città diverse di 12 nazioni dell'Europa, Medio Oriente ed Africa.
I personaggi, che parlano in prima persona, ricostruiscono l'ambiente dei giovani poeti di Città del Messico, a partire dall'esperienza esistenziale e sentimentale di Ulises Lima e soprattutto di Arturo Belano, che insieme hanno fondato nei primi anni settanta una rivista di poesia chiamata provocatoriamente “Lee Harvey Oswald”. La testimonianza che attraversa l'intera seconda parte, quella che la incomincia e che la chiude, appartiene all'anziano poeta stridentista Amadeo Salvatierra, l'unico ad avere una conoscenza personale di Cesárea Tinajero: anzi, è proprio da lui che Lima e Belano vengono a sapere di questa poetessa attiva negli anni venti, segretaria stenografa del generale Diego Carvajal, ex combattente nelle file della Rivoluzione. Cesárea è la fondatrice di una corrente poetica definita “realismo viscerale”, etichetta che i due poeti prendono in prestito per la propria cerchia di giovani scrittori.
È Armando Salvatierra a mostrare ai due giovani l'unica copia in suo possesso di Caborca, la rivista letteraria di Cesárea Tinajero; sull'ultima pagina i due possono prendere visione della sola poesia reperibile della donna, la quale a fine anni venti lasciò la capitale per ritirarsi a nord, nello stato di Sonora.
Al ritorno dal viaggio in auto nel nord del Messico, che sarà l'argomento della successiva terza parte, Lima e Belano partono per l'Europa. Le testimonianze successive ricostruiscono la vita di Ulises Lima nella bohème dei sudamericani emigrati a Parigi, intorno alla metà degli anni settanta. Nello stesso periodo Arturo Belano vive a Barcellona insieme con la madre e lavora come guardiano in un campeggio sulla costa, poi si sposta facendo lo stesso mestiere fino in Galizia.
Ulises Lima finisce in Israele insieme con un amico austriaco, poi torna in Messico. Solitario e sfasato, dedito all'alcol, viene invitato nella delegazione dei poeti in visita al Nicaragua dove è appena arrivata al potere la rivoluzione sandinista, ma giunto a Managua scompare nel nulla e ritorna in Messico solo due anni più tardi.
Le vite dei due ex realisti viscerali scorrono in un certo senso parallele, sempre nell'ombra e nella marginalità. Arturo Belano ha una serie di relazioni sentimentali, anche di una certa lunghezza, con donne conosciute in Spagna, e vive a lungo in un paesino della Costa Brava, arrivando a pubblicare anche qualche romanzo. Le testimonianze che si susseguono, e che spesso parlano di Lima e Belano solo marginalmente, costituiscono talvolta veri e propri racconti autonomi. La vita dei due poeti viene comunque ricostruita come un mosaico nel quale i vari pezzi si incastrano poco per volta nella trama.
Seguiamo le tracce di Arturo Belano in Africa, dove si è trasferito per dimenticare la fine di un amore. Si è sposato e ha avuto un figlio, ma dopo la separazione, e dopo aver sfidato a un anacronistico duello alla spada (senza vincitori) un famoso critico letterario, si trasferisce nell'Africa nera e poi in Liberia. Afflitto da problemi di salute e dalla cronica mancanza di medicine, sembra che voglia cercare a tutti costi la morte. L'ultima testimonianza lo dà scomparso insieme con un famoso fotografo mentre segue un'offensiva di combattenti nella guerra civile liberiana, nel 1996.

### Parte III. I deserti del Sonora (1976)
L'ultima parte, narrata sotto forma di diario di viaggio da García Madero, ha inizio il 1º gennaio 1976, appena dopo la fine della prima parte.
Lasciata casa Font a bordo dell'Impala, Arturo Belano, Ulises Lima, García Madero e Lupe partono per il deserto di Sonora sulle tracce della poetessa Cesárea Tinajero. Gli indizi che possono seguire sono molto labili: decine di anni fa Cesárea disse a Armando Salvatierra che sarebbe andata nel nordovest, e questa è la strada che prendono i quattro fuggiaschi inseguiti da Alberto, l'amante/lenone di Lupe. Arturo si ferma in tutte le biblioteche cittadine, senza trovare nulla. Si recano anche nella città di Caborca, perché è il nome della rivista dalla breve vita pubblicata da Cesárea negli anni venti, poi vengono a sapere che la poetessa potrebbe aver lavorato per un certo tempo come maestra in una scuola pubblica della città di Santa Teresa.
A poco a poco e con pazienza, riescono a mettersi in contatto con persone che hanno conosciuto la poeta, in particolare con una sua amica e collega dei tempi in cui viveva in città. Da scarse fonti risulta che Cesárea abbia avuto una relazione con un torero morto in un incidente di corrida. Abbandonato l'insegnamento, sarebbe scomparsa anche da Santa Teresa.
Incitati anche dalla presenza di Alberto, che li tallona da vicino, Lima e Belano si muovono tra i villaggi dove è stata segnalata da donna. Il suo ritrovamento infine coincide con l'arrivo dell'inseguitore, e la vicenda dell'odissea nel Sonora termina con un cruento fatto di sangue che spiega, a posteriori, l'atteggiamento dei due “detective selvaggi” nel successivo periodo della loro vita, quello raccontato nella seconda parte.

## Personaggi
- Arturo Belano - Fondatore del realismo viscerale, estroverso, cileno, può essere considerato l'alter ego di Bolaño; ritornerà come narratore del romanzo breve Stella distante.
- Ulises Lima - Messicano, fondatore del realismo viscerale, più introverso del suo amico Belano. Secondo María Font, il suo vero nome è Alfredo Martínez “o qualcosa del genere”. Il personaggio è ispirato al poeta messicano Mario Santiago Papasquiaro, grande amico di Bolaño.
- Cesárea Tinajero - Poetessa considerata la "madre del realismo viscerale" degli anni venti, lavorava come segretaria e stenografa. Apparentemente dimenticata da tutti, viene cercata da Belano, Lima, Lupe e García Madero nel 1976.
- Julio César Álamo - Poeta realvisceralista organizzatore del viaggio diplomatico in Nicaragua in cui si smarrisce Lima.
- Alberto - Gangster protettore di Lupe, ogni giorno misura la lunghezza del pene con un coltello a serramanico.
- Laura Damián - Poetessa morta prima dei vent'anni; i genitori in suo onore indicono un premio di poesia una cui edizione è stata vinta da Angélica Font.
- Simone Darrieux - Ha avuto una relazione con Arturo a Parigi. Ulises faceva la doccia a casa sua durante il suo periodo parigino.
- Angélica Font - sorella minore di María, ha vinto il “premio di poesia Laura Damián”.
- Joaquín (Quim) Font - Architetto, padre delle sorelle Font, ricoverato in una clinica psichiatrica.
- María Font - Sorella di Angélica e figlia di Quim. È amata da García Madero.
- Hipólito Garcés - Amico di Lima a Parigi. Cucina per lui, ma spesso fa la cresta sui soldi della spesa.
- Xóchitl García - Compagna di Jacinto, madre di Franz. Incomincia a scrivere poesia in tarda età, diventa una narratrice di successo.
- Juan García Madero - Diciassettenne poeta realvisceralista. Io narrante della prima e della terza parte del romanzo. Ha una conoscenza enciclopedica di termini della metrica e della stilistica.
- Laura Jáuregui - Amante di Arturo Belano. Sostiene che Belano abbia dato vita al realvisceralismo solo per fare impressione su di lei. Vive in Israele.
- Heimito Kunst - Era in galera con Ulises Lima in Israele e ha vissuto con lui a Vienna. È pazzo.
- Xosé Lendorio - avvocato di Barcellona, gallego. Ha un linguaggio pedantemente forbito zeppo di locuzioni latine.
- Lupe - Giovane prostituta di Città del Messico, amica di María Font perché frequentavano la stessa scuola di ballo. Quando si rifugia in un albergo per sfuggire al suo protettore, si registra con il nome Susana Alejandra Torres.
- Edith Oster - ebrea messicana, anoressica, sua madre possiede una delle più grandi aziende di biancheria intima del Messico. È stata amante di Belano e ha vissuto con lui a Barcellona.
- Octavio Paz - Grande poeta messicano davvero esistito. Lui e i suoi accoliti si contrappongono ai realvisceralisti.
- Piel Divina - Poeta realvisceralista, bisessuale, nessuno conosce il suo vero nome.
- Jacinto Requena - Poeta realvisceralista, compagno di Xóchitl e padre di suo figlio Franz. Ha una relazione con María Font.
- Luis Sebastián Rosado - Poeta del gruppo di Octavio Paz. Per un periodo amante di Piel Divina.
- Rosario - Cameriera all'Encrucijada Veracruzana, amante di García Madero, ha probabilmente 22 anni nel 1975.
- Amadeo Salvatierra - Anziano amico di Cesárea Tinajero che stimola in Lima e Belano la curiosità per la poetessa.

## Critica
I detective selvaggi, che Bolaño stesso definì in un'occasione una "lettera d'amore alla mia generazione", è stato spesso letto come un'epopea del totale fallimento d'un apprendistato, sia politico, sia artistico-letterario, di quella generazione di giovani speranzosi vissuta a cavallo degli anni sessanta e settanta; in un'intervista concessa a Javier Campos, però, lo stesso autore ha negato quest'interpretazione, paragonando invece il proprio romanzo a L'educazione sentimentale di Gustave Flaubert. La critica lo ha inoltre spesso accostato allo sperimentale Rayuela di Julio Cortázar, mettendo in relazione sia lo stile usato da Bolaño per la narrazione (romanzo ipertestuale), sia il modo in cui l'autore si sofferma a narrare la picaresca vita da bohémien intrattenuta dal gruppo dei realvisceralisti a Città del Messico. L'autore, però, la pensava in modo diverso:
(Video intervista a Cristiaan Warnken)
Non è un caso, infatti, se i personaggi di Lima e Belano non parlano mai in prima persona nel romanzo; la loro presenza si avverte comunque in modo allusivo in ogni pagina, fino ad assumere un carattere “spettrale”, che non deriva unicamente dal fatto che appaiono e scompaiono di continuo nella narrazione.
Due temi forti sono nascosti nella trama e connessi uno all'altro: si tratta della ricerca e dell'indeterminazione. Lima e Belano sono alla continua ricerca di qualcosa, e questa ricerca destinata a protrarsi indefinitamente è l'unica che possa dare un senso alle loro vite oltre la pura poesia. C'è un'altra ragione che li spinge a muoversi per il mondo, come fantasmi appunto, ed è l'esito della prima delle loro ricerche, l'inseguimento di Cesárea Tinajero nel nulla del deserto nell'estremo Nord del Messico: è la tragica fine di quella loro esperienza nel 1976, che li segna per sempre, che insegna loro la possibilità che trovare l'oggetto delle loro ricerche equivalga a ucciderlo.
Tra l'altro, il meccanismo poliziesco della quest fornisce anche il motore alla trama, cercare senza trovare è il gioco della narrazione: questa indeterminazione per l'autore è il significato della vita, mentre il suo contrario, la determinazione, equivale alla morte: individuare Cesárea Tinajero nei pueblos del deserto significa provocarne la morte, come in una paradossale interpretazione letteraria del principio di indeterminazione di Heisenberg.

### Il “realismo viscerale”
“I detective selvaggi” racconta l'epopea di un nucleo di giovani poeti sudamericani che si incaricano di trovare nuove vie alla poesia messicana. Le loro idee radicali mettono in discussione lo statu quo culturale degli anni settanta. Le due figure più influenti del movimento, Lima e Belano, alla ricerca di nuove vie ma intenzionati anche a recuperare momenti dimenticati della tradizione poetica messicana, creano a se stessi il mito di Cesárea Tinajero, segretaria di un generale che negli anni venti si era dato alla politica; la donna aveva fatto una breve incursione nell'avanguardia letteraria pubblicando un'effimera rivista e alcune poesie scritte di suo pugno. Incuriositi più dal mistero della poetessa che abbandona Città del Messico per scomparire nel nulla del nordovest messicano che dalla sua scrittura, i due costruiscono un mito che permetta loro di partire per la prima ricerca della propria vita.
I personaggi di Ulises Lima e Arturo Belano e il movimento del realismo viscerale sono ispirati a persone e avvenimenti reali. Belano è infatti lo stesso Bolaño, mentre Lima è il suo grandissimo amico Mario Santiago Papasquiaro, che insieme con lui diresse il movimento poetico messicano conosciuto come avanguardia infrarealista, che fu surrealista e iconoclasta, ispirato al nadaismo, corrente poetica ribelle latinoamericana.
L'epopea dei poeti realvisceralisti è dunque un racconto a chiave, nel quale molti personaggi sono ispirati a uomini e donne veramente esistiti e alle loro gesta tra fine anni settanta e inizio anni ottanta. L'elenco dei poeti che nel romanzo fanno parte del realismo viscerale è desumibile dal frammento di Jacinto Requena datato novembre 1976, contenuto nella seconda parte:
- Ulises Lima
- Arturo Belano
- Rafael Barrios
- Piel Divina
- Jacinto Requena
- Xóchitl García
- Felipe Müller
- Ernesto San Epifanio
- Pancho Rodríguez
- Moctezuma Rodríguez
- Catalina O'Hara

A questi si possono aggiungere, anche se loro non si considerano realvisceraliste, le sorelle María e Angélica Font. Molte sono le persone reali che è possibile individuare dietro i caratteri e i fatti descritti nel romanzo:
| Personaggio                                  | Ispirato a: |
| -------------------------------------------- | --- |
| Julio César Álamo, il poeta contadino        | Juan Bañuelos |
| Rafael Barrios                               | Rubén Medina |
| Arturo Belano                                | Roberto Bolaño Ávalos |
| Claudia (nelle pagine ambientate a Tel Aviv) | Claudia Kerlik, amore impossibile di Mario Santiago Papasquiaro, che andò davvero a cercarla in Israele |
| José “Zopilote” Colina                       | José de la Colina |
| Laura Damián                                 | Diana Toscano (Il Premio di Poesia “Diana Toscano”) |
| Iñaki Echavarne                              | Il critico letterario Ignacio Echevarría, esecutore testamentario di Bolaño |
| Angélica Font                                | Vera Larrosa |
| Joaquín Font                                 | architetto Manolo Larrosa, padre di Mara e Vera |
| María Font                                   | Mara Larrosa |
| Xóchitl García                               | Guadalupe Ochoa |
| Juan García Madero                           | “García Madero non appartenne mai al gruppo” dice García Grajales; forse significa che non è ispirato a una persona reale; per certi versi ricorda comunque Bolaño. È valida anche l'ipotesi che sia lui l'anonimo intervistatore della II parte, tranne per il fatto che García Grajales lo nomina in terza persona, e Andrés Ramírez si rivolge direttamente a Arturo Belano. |
| Laura Jáuregui                               | Lisa Johnson, al tempo fidanzata di Bolaño |
| Auxilio Lacouture                            | La poetessa uruguaiana Alcira, che davvero rimase chiusa nei bagni dell'Università durante tutta l'occupazione militare nel 1968 |
| Ulises Lima                                  | Mario Santiago Papasquiaro |
| Fabio Ernesto Logiacomo                      | Jorge Bocanera, redattore della rivista Plural della quale fu direttore Octavio Paz |
| Pancracio Montesol                           | Augusto Monterroso |
| Lisandro Morales                             | L'argentino Lautaro, proprietario della casa editrice Editorial Extemporáneos |
| Felipe Müller                                | Bruno Montané |
| Barbara Patterson                            | Jan, moglie di Rubén Medina |
| Piel Divina                                  | l'attore-fantasista Jorge Hernández, soprannominato Piel Divina |
| Jacinto Requena                              | José Peguero |
| Moctezuma Rodríguez                          | Cuauhtémoc Méndez |
| Pancho Rodríguez                             | Ramón Méndez |
| Luís Sebastián Rosado                        | José Joaquín Blanco |
| Roberto Rosas                                | Il poeta peruviano José Rosas Ribeyro |
| Amadeo Salvatierra                           | Il pittore stridentista Rodolfo Zanabria |
| Ernesto San Epifanio                         | Darío Galícia |
| Cesárea Tinajero                             | Concha Urquiza |
| Vargas Prado                                 | L'ecuadoregno José Donoso Pareja, redattore della Editorial Extemporánea |

### Ulises Lima e Mario Santiago
Mario Santiago Papasquiaro (1953-1998), pseudonimo di José Alfredo Zendejas Pineda, è il fondatore insieme con Roberto Bolaño Ávalos del movimento poetico denominato infrarealismo messicano. La loro amicizia durò nel tempo e anche nell'emigrazione. Morì in un incidente d'auto il 10 gennaio 1998, il giorno in cui Bolaño terminò di correggere le bozze del romanzo “I detective selvaggi”, che Santiago non poté mai leggere.

### Elementi in comune con il romanzo “2666”
2666, ultimo romanzo di Bolaño pubblicato postumo, presenta molti punti in comune con I detective selvaggi, fino quasi a poter essere considerato il suo “seguito ideale”. SI riportano di seguito alcuni dei principali elementi di connessione tra i due romanzi: 
- Entrambi si concludono a Santa Teresa e dintorni, città nello stato del Sonora, al confine tra Messico e Stati Uniti.
- Nella seconda parte de “I detective selvaggi” viene fatto il nome dello scrittore Arcimboldi, il quale diventerà il personaggio centrale di 2666; qui però Arcimboldi è uno scrittore francese, nel successivo romanzo invece è tedesco.
- Nelle ultime pagine del romanzo, c'è un riferimento quasi diretto a “2666”:

()

## Edizioni
- (ES) Roberto Bolaño, Los detectives salvajes, Barcelona, Anagrama, 1998,  pp. 609, ISBN 84-339-1086-8.
- Roberto Bolaño, I detective selvaggi, traduzione di Maria Nicola, collana La Memoria n. 787, Sellerio editore Palermo, 2009,  p. 808, ISBN 978-88-389-2389-0.
- Roberto Bolaño, I detective selvaggi, traduzione di Ilide Carmignani, collana Fabula n. 271, Adelphi, 2014,  p. 688, ISBN 978-88-459-2872-7.